# One Minute Film & Video Festival
Das jährliche Kurzfilmfestival One Minute Film & Video Festival fand in Aarau, Schweiz statt.
Auf dem Festival wurden Filme präsentiert und ausgezeichnet, die nicht länger als 60 Sekunden dauern. Das Festival wurde 2004 von Stephan Filati und Kurt Dettling ins Leben gerufen. Seit dem Jahr 2010 geht das Festival über vier Tage. Die Preise in mehreren Kategorien waren mit je 1000 Franken dotiert. Zusätzlich gab es einen Publikumspreis. 2012 wurden rund 1000 Filme aus 50 Ländern gezeigt. Das 12. Festival 2016 war das letzte seiner Art.

## 2004
Das 1. Festival fand am 21. August 2004 statt. Gezeigt wurden 160 Filme. Die Jury bestand unter anderem aus dem Künstler und Schriftsteller Emil Schwarz.
Preisträger
- Jurypreis: „Tennisplayerz“ von Tobias Nölle
- Publikumspreis: „A brief Interview with Bernd“ von Tobias Nölle

## 2005
Das 2. Festival fand vom 19. bis 21. August 2005 statt und ging damit erstmals über drei Tage. Gezeigt wurden über 200 Filme aus 24 Ländern.
Preisträger
- Spiel- und Dokumentarfilm: „Teller“ von Christoph Menzi
- Experimental- und Kunstfilm: „Almost real“ von Cyril Gfeller
- Animationsfilm: „L’ombra sul muro“ von Riccardo Bernsconi
- Nachwuchsfilm: „Spaghetto mon amour“ von Giorgia Bianchi

## 2006
Das 3. Festival fand vom 18. bis 20. August 2006 statt. Gezeigt wurden über 700 Kurzfilme. Die Jury bestand aus der Filmemacherin Danja Erni, dem Journalisten Michael Berger und Silvio Alberti. Neben den Wettbewerbsbeiträgen wurde auch Ultra-Kurzfilme gezeigt, die zuvor bereits an Festivals in Italien, Kroatien,
Frankreich, USA, Kanada, Chile und Japan vorgeführt worden sind. Es wurden die vier Kategorien „Spiel-/Dokumentarfilm“, „Kunst-/Experimentalfilm“, „Animationsfilm“ und „Jugendfilm“ mit je 500 Franken für den 1. Preis ausgezeichnet.

## 2007
Das 4. Festival wurde vom 17. bis 19. August 2007 durchgeführt. Der Award wurde dieses Jahr von dem Bildhauer und Plastiker Rafael Häfliger gestaltet. Die Jury bestand aus Dafna Maimon (Mitglied des Amsterdamer Einminutenfestivals), Werner Stalder (Leiter des Schweizerischen Film- & Videofestivals Spiez & Thun) und Peter Werhrli (Kino Freier Film Aarau). Gezeigt wurden über 400 Filme aus 39 Ländern. Rund 1800 Zuschauer besuchten das Festival.
Das One Minute Film & Video Festival war dieses Jahr die 49. Station des „59 Seconds International Video Festivals“.
Preisträger
- Spiel- und Dokumentarfilm: „Swipe“ von Max Blustin
- Animationsfilm: „Kakakak!“ von Hugo Ochoa
- Kunst/Experimental: „Grundlos anders“ von Robert Hermann
- U20-Film: „Silentium“ von Lena Lehmann
- Publikumspreis: „Mes Vacances“ von Tobias Nölle

## 2008
Das 5. Festival wurde vom 22. bis 24. August 2008 durchgeführt. Gezeigt wurden über 400 Filme. Die Jury bestand aus Sabine Girsberger, dem Filmkritiker Thomas Hunziker und Delphine Lyner (Präsidentin der Schweizer Jugendfilmtage). Im Rahmenprogramm wurden Installationen der Künstler Marianne Büttiker und Terry Schaufelberger im Kunstraum Aarau ausgestellt.
Den Publikumspreis gewann «Rundezvous» von Lukas Thiele, Deutschland, gefolgt von «Bianconero» von Marcel Barelli, Schweiz, und «They are not Impressed» von Rune und Erik Eriksson, Norwegen. Gezeigt wurden in den vier Wettbewerbskategorien Spiel- und Dokumentarfilm, Kunst- und Experimentalfilm, Animationsfilm sowie U-20-Nachwuchsfilme über 400 Sechzig-Sekunden-Filme.
Die Gewinnerfilme 2008 der Jury sind:
Spiel- und Dokumentarfilm: «Der Eisprung» von Hanspeter Giger, Schweiz. Kunst- und Experimentalfilm: «Colorful EU» von Peter Vadocz, Ungarn. Animationsfilm: «Rundezvous» von Lukas Thiele, Deutschland, und in der Rubrik U-20-Nachwuchsfilme: «Charlie Sheeplin» von Pascal Stoll, Deutschland. Der Award Aargau ging an «Factory-Disaster» von Peter Fischer, Birrwil.
Gemäss Veranstalter haben 2400 Zuschauer das Festival besucht.

## 2009
Das 6. Festival fand vom 21. bis 23. August 2009 statt. Die vier Kategorien „Spiel- und Dokumentarfilm“, „Kunst- und Experimentalfilm“, „Animationsfilm“ und „U20-Film“ wurden mit je CHF 500,-- dotiert. Zum zweiten Mal gab es auch einen Preis für den besten Film aus dem Kanton Aargau. Die Festivalbesucher wählten den Publikumspreis. Die Jury bestand aus der Tänzerin und Filmfachfrau Ruth Grünenfelder, dem Filmkritiker Christian Jungen und Christoph Schmid. Im Kunstraum Aarau wurde eine Installation von Pixelpunx (Pixpax/Joshimi/Sesam/H-Lunke/Fleisch) gezeigt. Rund 3000 Festivalgänger konnten über 1000 Filme anschauen, 325 davon nahmen an den Wettbewerben teil. Der beste Spiel- und Dokumentarfilm war „Thank You Third World“ von Maximilian Gerlach, der auch für diesen Film den Publikumspreis gewann.
Preisträger
- Spiel- und Dokumentarfilm: „Thank You Third World“ von Maximilian Gerlach
- Kunst- und Experimentalfilm: „Holy Day“ von Sieradzka-Kubacka Anna
- Animationsfilm: „Carpe Diem“ von Rune & Erik Eriksson
- U20-Film: „Une mémoire“ von Noe Stoll & Tobias Staubli
- Bester Film aus dem Kanton Aargau: „No Money, No Honey“ von Stage on air/Radio Kanal K
- Publikumspreis: „Thank You Third World“ von Maximilian Gerlach

## 2010
Das 7. Festival fand vom 19. bis 22. August 2010 statt und ging damit erstmals über vier Tage. Es vierhundert Wettbewerbs-Filme aus über 40 Ländern gezeigt. Die fünf Wettbewerbskategorien „Spiel- und Dokumentarfilm“, „Kunst- und Experimentalfilm“, „Animationsfilm“, „U20“ und „Schulklassen-Film“ waren mit je CHF 1.000,-- dotiert. Die Jury bestand aus der Journalistin Evelyne Baumberger, Melanie Morgenegg und der Kunsthistorikerin Marianne Wagner. Im Kunstraum wurden Installationen der Künstler Annamarie Kellenberger und Marius Brühlmeier gezeigt.
Preisträger
- Spiel- und Dokumentarfilm: „She Wolf“ von Riccardo Bernasconi
- Kunst- und Experimentalfilm: „Tell Me When“ von Bob Levene
- Animationsfilm: „ITFS Zoopraxiscope“ von Johannes Schiehsl
- U20: „Knapp Daneben“ von Nando Erne
- Schulklassen-Film: „Umbrella Film“ von Tobias Eichelberger
- Bester Aargauer Film: „Dreck Weg“ von Corinne Hasler
- Publikumspreis: „La Minute Végétarienne“ von Cyril Delachaux

## 2011
Das 8. Festival fand vom 18. bis 21. August 2011 statt. Gezeigt wurden über 1000 Filme. Die fünf Wettbewerbskategorien Spiel- und Dokumentarfilm, Kunst- und Experimentalfilm, Animationsfilm, U20 und Schulklassenfilm sind mit je CHF 500.– dotiert. Bereits zum vierten Mal ist die Kategorie „bester Einminüter aus dem Kanton Aargau“ dabei, diese ist mit CHF 1.000,-– dotiert. Zusätzlich gab es einen Publikumspreis. Das Schweizer Designkollektiv „Bureau Purée“ entwarf die neue Trophäe „One Minute Circle“. Die Jury bestand aus Monika Schärer, Petra Miersch und Mike Schaerer. Neben den Wettbewerbsfilmen wurden wieder Filme von internationalen Partner-Festivals gezeigt. Zum Auftakt wurde der Film „Mon Oncle“ von Jaques Tatis live neu vertont gezeigt.
Preisträger
- Spiel- und Dokumentarfilm: „Swoosh!“ von Michi Fuchs
- Kunst- und Experimentalfilm: „Willy Pas Libre“ von Jela Hasler
- Animationsfilm: „Nippon Nightmare“ von Michael Spahr
- U20: „Fish“ von Irna Huwiler
- Bester Aargauer Film: „Farbenfreude“ von Anna Müller
- Bester SchulklassenFilm: „Der Dumme Friseur“ von Veronika Zeis, Melina Dakidis, Nadine Schreiber
- Publikumspreis: „De Hardcore Schwiizer“ von Dustin Rees
- Instant Wettbewerb: „Star Wars“ vom Team Starborns

## 2012
Das 9. Festival fand vom 16. bis 19. August 2012 statt. Es wurden rund 1000 Filme aus 50 Ländern im 60-Sekundenformat gezeigt. Die Jury bestand aus dem Schweizer Filmregisseur Peter Luisi, dem Radiojournalisten Patrick Vogt und Franziska Kaiser. Einige Kategorien waren wieder mit CHF 1.000,-- dotiert. In der Kategorie „Instant-Film“ waren nur Filme zugelassen, die eine Drehzeit von bis zu drei Stunden hatten.
Das Festival hatte alleine am Wochenende 1.500 Besucher.
Preisträger
- Spiel- und Dokumentarfilm: „Die Schafmacher“ von Thaïs Odermatt
- Kunst- und Experimentalfilm: „2raum“ von Oess Thorin
- Animationsfilm: „Stop blaming the iceberg“ von Rune Eriksson
- U20: „Hausaufgaben“ von David Elminger und Michael Kunz
- Schulklassenfilm: „Get some colores“ von Kanti Baden Klasse G1i
- Bester Film aus dem Aargau: „Do something!“ von Manuel Barredo
- Instant-Film gekürt vom Publikum: „Indiana Jones“ von Dylan Penev
- Waldfilme: „Invasion der Häkeltiere“ von Mittlere Kleinklasse Buchs
- Publikumspreis aller Kategorien: „Almighty Doodles“ von Simone Giampaolo